# Uchodźstwo

Uchodźcy

Uchodźstwo – proces opuszczania stałego miejsca zamieszkania przez osoby zagrożone prześladowaniami, będącymi wynikiem konfliktów zbrojnych – zewnętrznych i wewnętrznych, polityki państwa itp.

## Definicja
W myśl Konwencji Genewskiej (art. 1 A 3) za uchodźcę może być uznana osoba, która „na skutek uzasadnionej obawy przed prześladowaniem z powodu swojej rasy, religii, narodowości, przynależności do określonej grupy społecznej lub z powodu przekonań politycznych przebywa poza granicami państwa, którego jest obywatelem, i nie może lub nie chce z powodu tych obaw korzystać z ochrony tego państwa, albo która nie ma żadnego obywatelstwa i znajdując się na skutek podobnych zdarzeń, poza państwem swojego dawnego stałego zamieszkania nie może lub nie chce z powodu tych obaw powrócić do tego państwa”. Opuszczając państwo swojego obywatelstwa uchodźca rezygnuje z jego ochrony, uznając, że władze państwowe nie wywiązały się należycie z ciążących na nich obowiązków względem obywatela.
Zgodnie z wykładnią Konwencji Genewskiej z 1951 r. dotyczącej statusu uchodźców, pojęcie „określonej grupy społecznej” obejmuje również przypadki osób prześladowanych w ich krajach pochodzenia z powodów kulturowych (np. kobiety odmawiające poddania się rytualnemu obrzezaniu), bądź też z powodu orientacji homoseksualnej itp.
Według art. 1 F Konwencji statusu uchodźcy odmawia się w razie poważnych podejrzeń że petent jest odpowiedzialny za zbrodnie wojenne czy zbrodnie przeciwko ludzkości, poważne zbrodnie pospolite lub czyny sprzeczne z celami i zasadami ONZ.

## Historia
Problem uchodźstwa jest ponadczasowy, ale szczególne nasilenie tego procesu miało miejsce w XX w., co spowodowane było licznymi wojnami, prześladowaniami etnicznymi i zmianami granic. Pierwsze uregulowania prawne dotyczące uchodźców pojawiły się po I wojnie światowej. W 1921 r. powstał Urząd Wysokiego Komisarza ds. Uchodźców Ligi Narodów, którego pierwszym zwierzchnikiem został Fridtjof Nansen (polarnik, działacz społeczny – Pokojowa Nagroda Nobla w 1922 r.). Zajmował się on m.in. repatriacją jeńców po wojnie i problemem bezpaństwowców (por. paszport nansenowski).
W 1938 r. utworzono podobną instytucję, Międzyrządowy Komitet ds. Uchodźców (ang. Intergovernmental Committee on Refugees, w skrócie IGCR), z sekretariatem w Londynie. Jego działalność początkowo koncentrowała się na udzielaniu pomocy uchodźcom z Niemiec i Austrii, a od kwietnia 1943 r. objął opieką wszystkie osoby w Europie poszukujące schronienia poza miejscem swojego stałego pobytu (szacuje się, że udzielono pomocy około 850 tys. uchodźców).
Po II wojnie św. powstała przy ONZ Międzynarodowa Organizacja Uchodźców (International Refugees Organization – IRO) – 1946 r., zastępując Organizację Narodów Zjednoczonych do Spraw Pomocy i Odbudowy (1943-1947), następnie w 1951 r. ustanowiono Urząd Wysokiego Komisarza Narodów Zjednoczonych ds. Uchodźców (United Nations High Commissioner for Refugees – UNHCR). Celem jego działania jest zarówno ochrona uchodźców, jak i działania zmierzające do trwałego rozwiązania tego problemu (pomoc przy dobrowolnej repatriacji, integracji w nowym społeczeństwie lub przesiedleniu do innego państwa).
Szacuje się, że liczba uchodźców (łącznie z uchodźcami wewnętrznymi) na świecie wynosi ok. 50 mln. Oprócz Azji i Afryki – niejako „tradycyjnych” regionów uchodźstwa, zjawisko to dotyka również Europę. Rozpad Jugosławii, rozpad ZSRR doprowadziły do pojawienia się uchodźców również z tego kontynentu.
Osobną sprawą są problemy państw przyjmujących uchodźców: problemy polityczne i ekonomiczne z zapewnieniem im warunków do godnego życia, bezpieczeństwa, negatywne zjawiska związane z nadmiernym napływem uchodźców itp.

## Akty prawne

### Akty prawa międzynarodowego
1. Konwencja Genewska z 28 lipca 1951 r. o statusie prawnym uchodźców jest podstawowym aktem regulującym status tej grupy. Uzupełnia ją Protokół Nowojorski z 31 stycznia 1967[8]
2. Europejskie porozumienie dotyczące przekazania odpowiedzialności za uchodźców zostało podpisane 16 października 1980 r. w Strasburgu[9].
3. Konwencja podpisana w Dublinie 15 lipca 1990 r. określa państwo odpowiedzialne za rozpatrzenie wniosku o azyl złożonego w jednym z państw członkowskich Wspólnot Europejskich[10].
4. Międzynarodowy Pakt Praw Obywatelskich i Politycznych w art. 13 zabrania wydalania cudzoziemca legalnie przebywającego na terytorium danego państwa
5. Konwencja o Prawach Dziecka z 1989 r. w art. 22 zobowiązuje państwa – sygnatariuszy do podjęcia właściwych kroków w celu zapewnienia ochrony dziecku, ubiegającemu się o status uchodźcy lub też uznawanemu za uchodźcę w świetle prawa międzynarodowego.
6. Europejska Konwencja Praw Człowieka z 1950 r. Protokół Czwarty do tej konwencji zabrania w art. 4 zbiorowego wydalania cudzoziemców. W Konwencji brak expressis verbis prawa do azylu. W orzecznictwie Europejskiego Trybunału Praw Człowieka prawo to wywodzone jest z art. 3 Konwencji, stanowiącego nikt nie może być poddany torturom ani nieludzkiemu lub poniżającemu traktowaniu albo karaniu. Cudzoziemiec nie może zostać wydalony do kraju, w którym narażony byłby na traktowanie sprzeczne z art. 3, albo do kraju, w którym wprawdzie takie ryzyko nie istnieje, ale z powodu niewydolności systemu azylowego i/lub braku ujednoliconych reguł prawnych może nastąpić wydalenie do kraju trzeciego, w którym rzeczywiste ryzyko takiego traktowania występuje (ang. indirect refoulement)[11][12].
7. Konwencja w Sprawie Zakazu Stosowania Tortur oraz Innego, Okrutnego, Nieludzkiego lub Poniżającego Traktowania albo Karania z 10 grudnia 1984 r. Konwencja jest dokumentem definiującym termin „tortury”, a z tego względu ma istotne znaczenie dla stosowania innych instrumentów międzynarodowej ochrony praw człowieka, w tym również Konwencji dotyczącej statusu uchodźców i Protokołu Dodatkowego z roku 1967. Artykuł 3 głosi 1. Żadne Państwo Strona nie może wydalać, zwracać lub wydawać innemu państwu danej osoby, jeżeli istnieją poważne podstawy, by sądzić, że może jej tam grozić stosowanie tortur. 2. Dla ustalenia istnienia takich podstaw właściwe władze uwzględniają wszelkie stosowne okoliczności, w tym, w odpowiednich wypadkach, istnienie w danym państwie stałej praktyki poważnych, jawnych i masowych naruszeń praw człowieka.
8. Karta Praw Podstawowych w art. 19
9. Konwencja[13] o Statusie Bezpaństwowców oraz Konwencja w Sprawie Likwidacji Bezpaństwowości[14]

Sytuację uchodźców, będących jednocześnie bezpaństwowcami reguluje „Konwencja Dotycząca Statusu Uchodźców”, często jednak nie ma ona zastosowania do osób nieposiadających obywatelstwa, a poszukujących schronienia w innych państwach. W związku z tym 28 września 1954 roku sporządzono Konwencję o Statusie Bezpaństwowców regulującą sytuację prawną osób nieposiadających obywatelstwa i niekorzystających z ochrony gwarantowanej przez Konwencję dotyczącą Statusu Uchodźców. Artykuł 31 Konwencji z 1954: 1. Państwa Strony niniejszej Konwencji nie wydalą bezpaństwowca przebywającego zgodnie z prawem na ich terytorium z wyjątkiem sytuacji uzasadnionych względami bezpieczeństwa narodowego lub porządku publicznego. 2. Wydalenie takiego bezpaństwowca może odbyć się jedynie w zgodzie z decyzja podjętą w drodze właściwego postępowania prawnego. Z wyjątkiem sytuacji, w których nadrzędne względy bezpieczeństwa narodowego wymagają inaczej, bezpaństwowiec może przedstawić dowody oczyszczające go, składać odwołanie i może być reprezentowany przed władzą właściwą lub osobą specjalnie do tego wyznaczoną przez władzę właściwą. 3. Państwa Strony niniejszej Konwencji zezwalają bezpaństwowcowi w określonym okresie na ubieganie się o legalne przyjęcie przez inne państwo. Państwa Strony niniejszej Konwencji zastrzegają sobie prawo do stosowania w trakcie tego okresu takich wewnętrznych środków jakie uznają za słuszne.

### Polskie akty prawne
1. Podstawową ustawą, w oparciu o którą cudzoziemiec ubiegający się o nadanie statusu uchodźcy może otrzymać pomoc socjalną jest ustawa o udzielaniu cudzoziemcom ochrony na terytorium Rzeczypospolitej Polskiej z dnia 13 czerwca 2003 r. (Dz.U. z 2025 r. poz. 223)[15].
2. Rozporządzenia MSWiA wydawane na podstawie ustawy o udzielaniu cudzoziemcom ochrony na terytorium RP[16]

## Status uchodźcy w Polsce
Na podstawie przepisów ustawy z dnia 13 czerwca 2003 r. o udzielaniu cudzoziemcom ochrony na terytorium Rzeczypospolitej Polskiej:
- Cudzoziemcowi nadaje się status uchodźcy, jeżeli na skutek uzasadnionej obawy przed prześladowaniem w kraju pochodzenia z powodu:
  - rasy,
  - religii,
  - narodowości,
  - przekonań politycznych lub
  - przynależności do określonej grupy społecznej

nie może lub nie chce korzystać z ochrony tego kraju. Status uchodźcy nadaje się także małoletniemu dziecku cudzoziemca, który uzyskał status uchodźcy w Rzeczypospolitej Polskiej, urodzonemu na tym terytorium.
- Cudzoziemcowi udziela się ochrony uzupełniającej, w przypadku gdy powrót do kraju pochodzenia może narazić go na rzeczywiste ryzyko doznania poważnej krzywdy przez:
  - orzeczenie kary śmierci lub wykonanie egzekucji,
  - tortury, nieludzkie lub poniżające traktowanie albo karanie,
  - poważne i zindywidualizowane zagrożenie dla życia lub zdrowia wynikające z powszechnego stosowania przemocy wobec ludności cywilnej w sytuacji międzynarodowego lub wewnętrznego konfliktu zbrojnego i ze względu na to ryzyko nie może lub nie chce korzystać z ochrony kraju pochodzenia.

Jeżeli cudzoziemiec nie spełnia warunków do uznania za uchodźcę oraz warunków do uzyskania ochrony uzupełniającej, może być w określonych przypadkach objęty krajową formą ochrony o charakterze humanitarnym w postaci zgody na pobyt tolerowany.
Wnioski o nadanie statusu uchodźcy rozstrzyga w pierwszej instancji Szef Urzędu do Spraw Cudzoziemców.

### Dzieci uchodźcy
Wszystkie dzieci cudzoziemskie przebywające w Polsce mają prawo do nauki na takich samych zasadach jak obywatele polscy i do ukończenia 18 roku życia lub do ukończenia gimnazjum podlegają obowiązkowi szkolnemu. Polskie przepisy gwarantują wsparcie socjalne dla dzieci w trudnej sytuacji, także dla dzieci uchodźców, które uczęszczają do polskich szkół. Istnieją też programy rządowe, takie jak „Wyprawka szkolna”, czyli dofinansowanie zakupu podręczników oraz „Program państwa w zakresie dożywiania”, który wspiera dożywianie dzieci w szkołach. Z tych programów także mogą korzystać dzieci uchodźców.

### Organizacje świadczące pomoc uchodźcom w Polsce
- Urząd do Spraw Cudzoziemców
- Polska Akcja Humanitarna – Centrum Pomocy Uchodźcom
- Helsińska Fundacja Praw Człowieka
- Fundacja Ocalenie
- Stowarzyszenie Interwencji Prawnej
- Fundacja Instytut na rzecz Państwa Prawa
- Centrum Pomocy Prawnej im. Haliny Nieć
- Fundacja Polskie Forum Migracyjne